# Golofa claviger
Golofa claviger är en skalbaggsart som beskrevs av Carl von Linné 1771. Golofa claviger ingår i släktet Golofa och familjen Dynastidae. Utöver nominatformen finns också underarten G. c. puncticollis.

## Bildgalleri

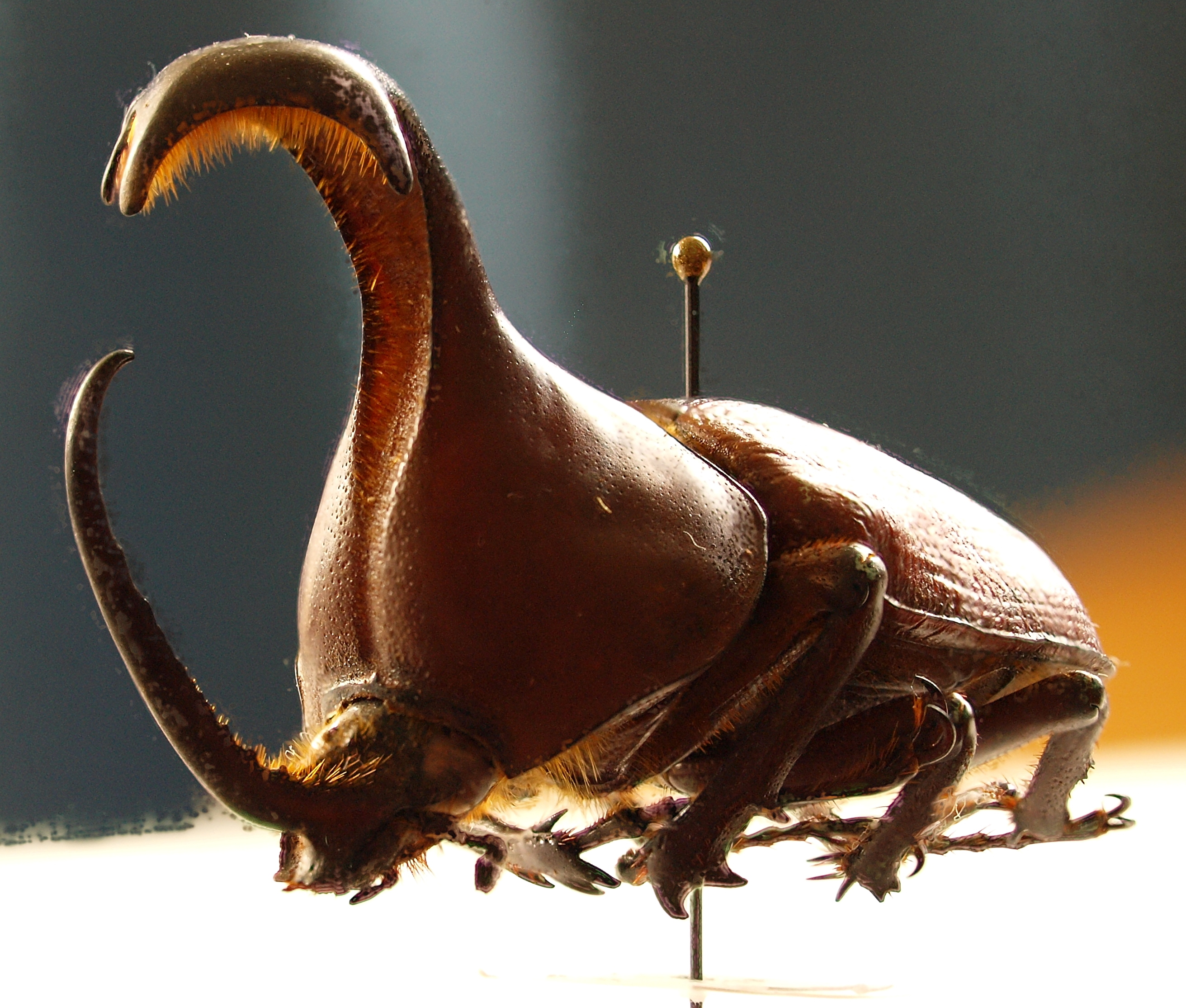
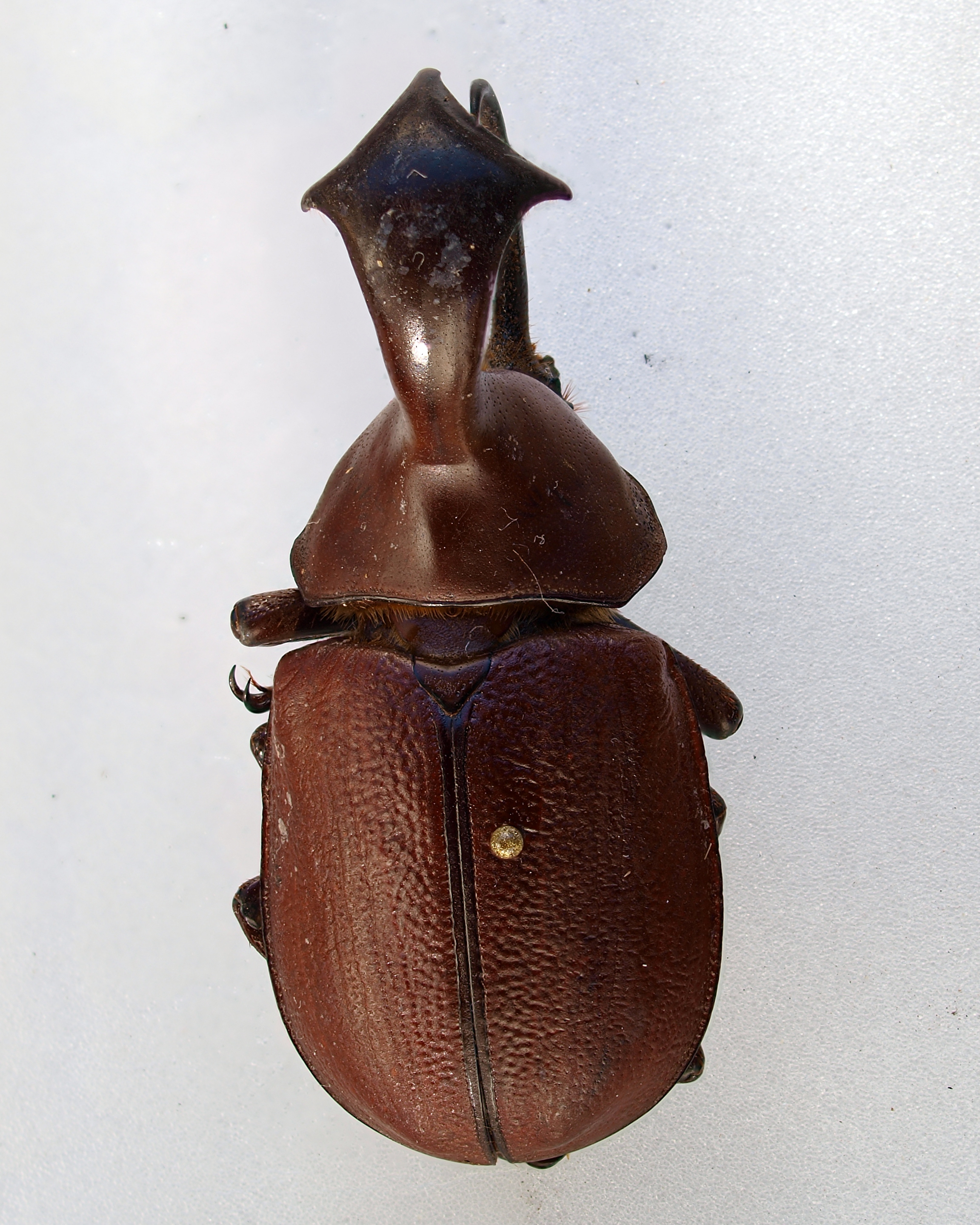
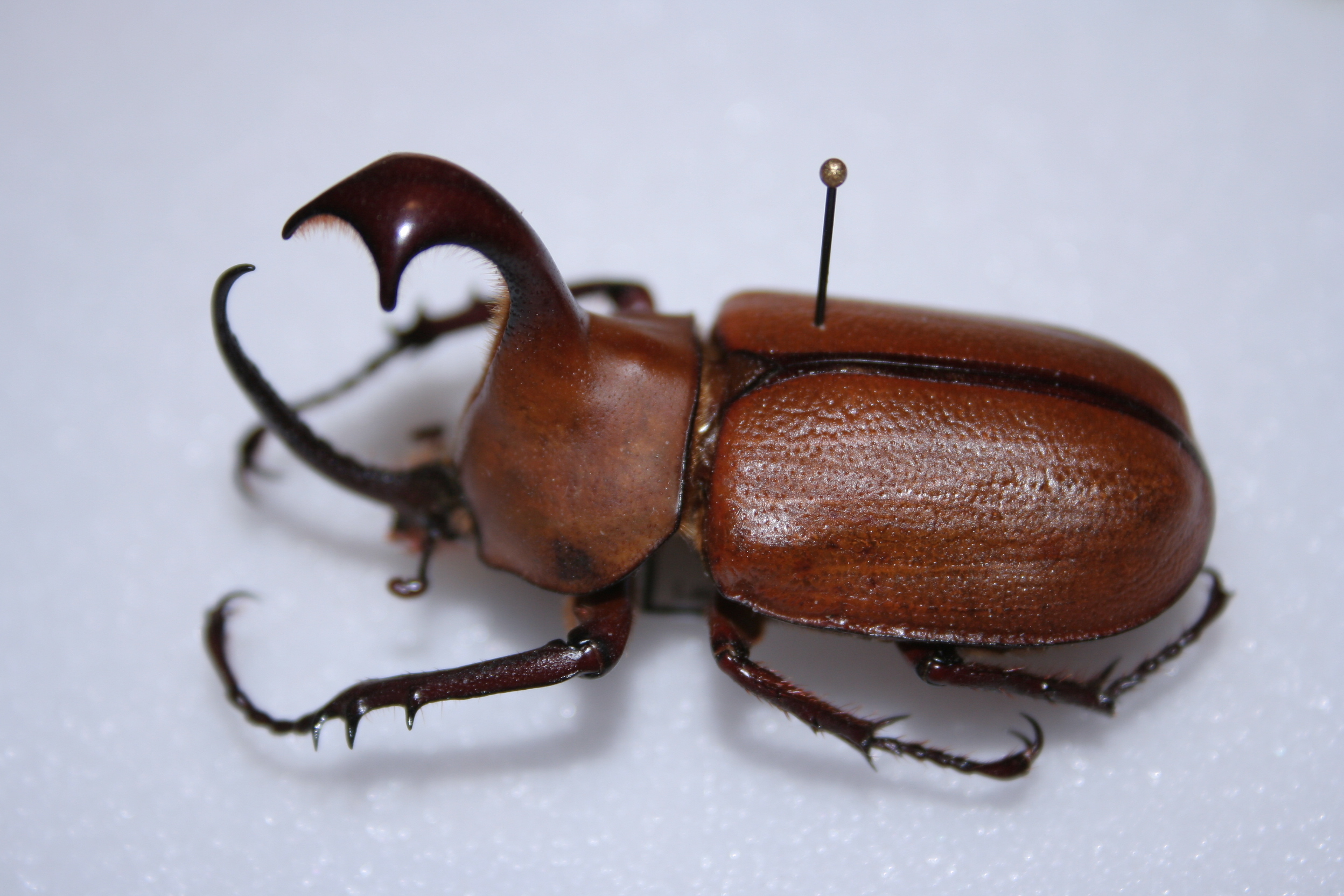
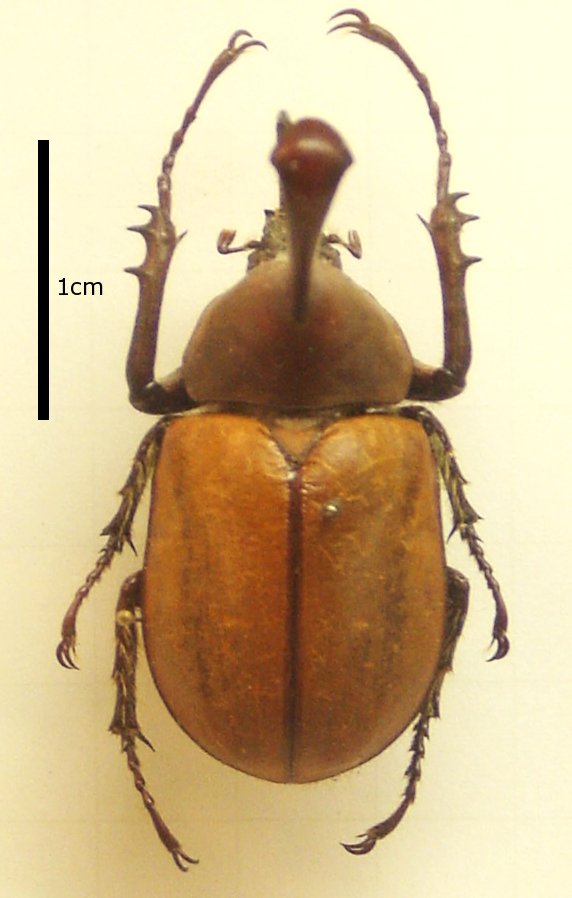